# 碌山公園
碌山公園（ろくざんこうえん）は、長野県安曇野市穂高にある都市公園（総合公園）。

## 沿革
- 2007年4月22日 - 開園

## 公園の構造
- 公園の面積は、約1.7ha
- 木造平屋で体験学習施設や多目的トイレ・芝生・広場・水路・約2250台分の駐車場が整備されている。
- 体験学習施設では、陶芸教室や碌山美術館主催の各種講座などが予定される。
- 2002年、旧穂高町の頃から計画が進行していた「緑化重点地区整備事業 穂高駅周辺地区」の最終事業として実施され、現在の安曇野市になっても2006年2月当時に着工していた建設にあたっては、計画当初から碌山美術館や穂高東中学校がある文教地区の特性を生かしている。

## アクセス
- 穂高駅から約3分。

## 周辺
- 碌山美術館
- JR穂高駅
- 穂高東中学校